# Pfalzkapelle St. Michael
Die Pfalzkapelle St. Michael war eine historisch bedeutsame Kapelle in Heilbronn aus der Zeit der Vorromanik. Sie wird in einer sich auf das Jahr 741 beziehenden Urkunde aus dem Jahr 822 erwähnt und ist damit wohl der älteste belegte Sakralbau Heilbronns. Wo sich die Kapelle genau befand und ob und in welchem heute noch bestehenden Kirchenbauwerk in Heilbronn sie aufgegangen ist, ist unter Fachleuten umstritten.

## Geschichte
Bei der Gründung des Bistums Würzburg im Jahre 741 erhielt der neue Bischof im ostfränkischen Raum 24 Kirchen mit allen Pfarr-Rechten und Einkünften. Dazu gehörte auch eine „basilica“ in „villa Helibrunna“. Bei dieser Kirche handelte es sich um eine bis dahin königliche Eigenkirche, die dem damals populären Erzengel Michael geweiht war, der seit dem 5. Jahrhundert insbesondere an Bergheiligtümern verehrt wurde. Dies ist urkundlich durch eine auf 741 datierte Schenkung belegt. Diese Urkunde ist insofern von historischer Bedeutung, weil damit nachgewiesen ist, dass es in Heilbronn im Jahre 741 einen Königshof und eine Kirche gab. Diese Michaelsbasilika war in der Zeit der Franken nahe dem für die Stadt namengebenden Brunnen errichtet worden und wurde 889 nochmals urkundlich erwähnt.
Die älteste Kirche Heilbronns, eine Michaelsbasilika, wurde einschließlich ihres Zehnten laut einer Urkunde von 822 im Jahr 741 von dem fränkischen Hausmeier Karlmann dem damals neu gegründeten Bistum Würzburg geschenkt. 889 wird in Heilbronn ein fränkischer Königshof erwähnt. Um 1100 werden zwei Kirchen in Heilbronn erwähnt, und im frühen 13. Jahrhundert bestanden die Deutschordenskirche sowie die Kilianskirche.
Welche und ob überhaupt eine dieser beiden Kirchen aus der früheren Michaelsbasilika hervorging, ist nicht geklärt. Als gesichert gilt, dass sich die Michaelsbasilika innerhalb des fränkischen Königshofs befunden haben muss. Über die genaue Lage dieses Königshofes und seine Ausmaße herrscht jedoch auch Unklarheit.

## Mögliche Standorte

### Michaelsbasilika als Vorläufer der Marienkapelle im Deutschordenshof
In den 1960er Jahren gab es mehrere Historiker, die u. a. in der heimatgeschichtlichen Beilage der Heilbronner Stimme den Königshof im Bereich des heutigen Deutschhofes verortet haben. Auch der Heimatforscher Klaus D. Koppal verortete den Königshof in einem Beitrag im Jahrbuch des Historischen Vereins Heilbronn von 1969 noch an dieser Stelle. Sollte diese Vermutung zutreffen, würde die Deutschordenskirche höchstwahrscheinlich auf die quellenbelegte Michaelsbasilika zurückgehen. Die Deutschordensherren, die etwa um das Jahr 1220 nach Heilbronn gekommen sind, könnten damals Reste dieses Vorgängerbaus angetroffen haben und diese als willkommene Vorleistung in den Bau ihres spätromanischen Chorturmes aus Sandstein miteinbezogen haben. Als die einstige Kapelle des Königshofs in eine Kirche der damals neu gegründeten Deutschordenskommende umgewandelt wurde, wechselte wohl auch schon das Patrozinium (Hl. Maria). Verschiedene Gründe werden für die Annahme angeführt, dass es sich bei dem Deutschordensmünster um die königliche Pfalzkapelle handeln muss, darunter die Ostung.

### Michaelsbasilika als Vorläufer der Kilianskirche
In den 1970er Jahren war es erstmals möglich, die historischen Gegebenheiten in Heilbronn aufgrund von geologisch-morphologischen Gesichtspunkten zu untersuchen. Die Historiker Schmolz und Wild kamen dabei unabhängig voneinander zu der Ansicht, dass sich der Königshof wie auch jede andere feste Ansiedlung aufgrund der Grundwassersituation und der Höhenlage zum Neckar vor den Rodungen des 10./11. Jahrhunderts nur nördlich der Kirchbrunnenstraße befunden haben könne. Hier soll sich ein Höhenzug befunden haben, wohingegen der südlicher gelegene Deutschhof damals noch tiefergelegen und überflutungsgefährdet war, womit er als Baugrund für die bereits im 8./9. Jahrhundert erwähnte Michaelsbasilika ausscheidet. Diesen Untersuchungen zufolge handele es sich wahrscheinlich bei der Kilianskirche um die Erweiterung der Michaelsbasilika.

### Michaelsbasilika als Vorläufer der Johanneskirche beim Katharinenspital

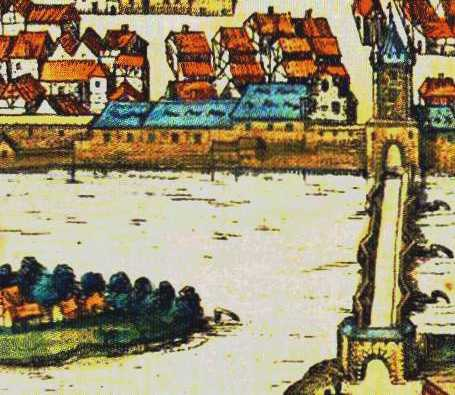

Denkbar ist allerdings auch, dass Michaelsbasilika und ein Vorgängerbau der Kilianskirche räumlich getrennt waren (um 1100 werden zwei Kirchen genannt), und die Deutschordenskirche auf einen Ersatz für die vermutlich nach 1100 aufgegebene Michaelsbasilika zurückgeht. Fekete erwähnt, dass 1976 Helmut Schmolz den Königshof samt Kapelle im Bereich des ehemaligen Katharinenspitals bei der Gerberstraße, Kaiserstraße und Unteren Neckarstraße vermutet. Ein alter Kupferstich von Heilbronn aus dem Werk  Civitates Orbis terrarum  von 1617 zeigt, dass beim Katharinenspital abgesehen von der Katharinenspitalkirche noch die romanische Johanneskirche stand. Fekete geht davon aus, dass sich der Königshof möglicherweise auch dort befunden haben könnte, wo heute der Neckar verläuft.